# Aschenhausen
Aschenhausen est une municipalité allemande du land de Thuringe, dans l'arrondissement de Schmalkalden-Meiningen, au centre de l'Allemagne. En 2015, sa population est de 147 habitants.